# Play (авіакомпанія)
Fly Play hf. (скорочено PLAY) — ісландська бюджетна авіакомпанія зі штаб-квартирою у столиці країни Рейк'явіку. Має у власності парк літаків лінійки Airbus A320neo з хабом у міжнародному аеропорту Кеплавік.

## Історія
Авіакомпанію заснували 12 червня 2019 року серед інших колишні менеджери збанкрутілої WOW air.
На початку компанія все ще була відома як WAB air ehf..

28 червня 2019 року було подано заявку на отримання сертифіката експлуатанта. Перших співробітників прийняли на роботу у липні 2019 року, а наступного місяця компанія переїхала до своєї штаб-квартири у Гафнарфьордур, передмісті Рейк'явіка.
У листопаді 2019 року назву компанії змінили на Fly Play ehf.
У квітні 2021 року назву змінили на Fly Play hf.
Крім того, було призначено нове керівництво, Біргір Йонссон був призначений генеральним директором, а попередній генеральний директор Арнар Мар Магнуссон став головним виконавчим директором.

У тому ж місяці три Airbus A321neo були орендовані у AerCap, які раніше були повернуті Interjet.
Перший літак був переданий Play наступного місяця
15 травня 2021 року авіакомпанія здобула сертифікат експлуатанта, через три дні почала продаж квитків.

24 червня 2021 року відкрито маршрут до Лондон-Станстед.
Акції компанії котируються на ринку Nasdaq First North Growth Market з 9 липня 2021 року.

У серпні 2021 року Play подала заявку до Міністерства транспорту США на виконання рейсів між Кефлавіком і східним узбережжям США, починаючи з літа 2022 року.

Згодом її заявку було схвалено, і 16 грудня 2021 року авіакомпанія оголосила про свої перші рейсии до Балтімора та Бостона, які стартують у квітні та травні 2022 року відповідно.

## Дистанції
Дистанції станом на грудень 2021:
| Держава         | Місто              | Аеропорт             | Примітки                 | Refs   |
| --------------- | ------------------ | -------------------- | ------------------------ | ------ |
| Австрія         | Зальцбург          | Зальцбург            | Сезонно                  | [ 13 ] |
| Бельгія         | Брюссель           | Брюссель             | з 24 травня 2022         | [ 14 ] |
| Чехія           | Прага              | Прага                | з 5 травня 2022          | [ 15 ] |
| Данія           | Копенгаген         | Копенгаген           |                          | [ 16 ] |
| Франція         | Париж              | Париж-Шарль де Голль |                          | [ 16 ] |
| Німеччина       | Берлін             | Берлін               |                          | [ 16 ] |
| Німеччина       | Штутгарт           | Штутгарт             | Сезонно з 3 червня 2022  | [ 15 ] |
| Ісландія        | Рейк'явік          | Рейк'явік            | Хаб                      | [ 16 ] |
| Ірландія        | Дублін             | Дублін               | з 28 квітня 2022         | [ 17 ] |
| Італія          | Болонья            | Болонья              | Сезонно з 7 червня 2022  | [ 15 ] |
| Нідерланди      | Амстердам          | Амстердам            |                          | [ 18 ] |
| Норвегія        | Ставангер          | Ставангер            | Сезонно з 26 травня 2022 | [ 19 ] |
| Норвегія        | Тронгейм           | Тронгейм             | Сезонно з 31 травня 2022 | [ 19 ] |
| Португалія      | Лісабон            | Лісабон              | з 13 травня 2022         | [ 15 ] |
| Іспанія         | Аліканте           | Аліканте             | Сезонно                  | [ 16 ] |
| Іспанія         | Барселона          | Барселона            | Сезонно                  | [ 16 ] |
| Іспанія         | Ла-Пальма          | Гран-Канарія         | Сезонно                  | [ 12 ] |
| Іспанія         | Мадрид             | Мадрид               | з 15 червня 2022         | [ 20 ] |
| Іспанія         | Малага             | Малага               | з 29 травня 2022         | [ 21 ] |
| Іспанія         | Пальма-де-Мальорка | Пальма-де-Мальорка   | Сезонно з 1 червня 2022  | [ 21 ] |
| Іспанія         | Тенеріфе           | Тенеріфе-Південний   |                          | [ 16 ] |
| Швеція          | Гетеборг           | Гетеборг             | з 20 травня 2022         | [ 19 ] |
| Велика Британія | Лондон             | Лондон-Станстед      |                          | [ 22 ] |
| США             | Балтимор           | Балтимор-Вашингтон   | з 20 квітня 2022         | [ 23 ] |
| США             | Бостон             | Бостон-Логан         | з 11 травня 2022         | [ 24 ] |

## Флот

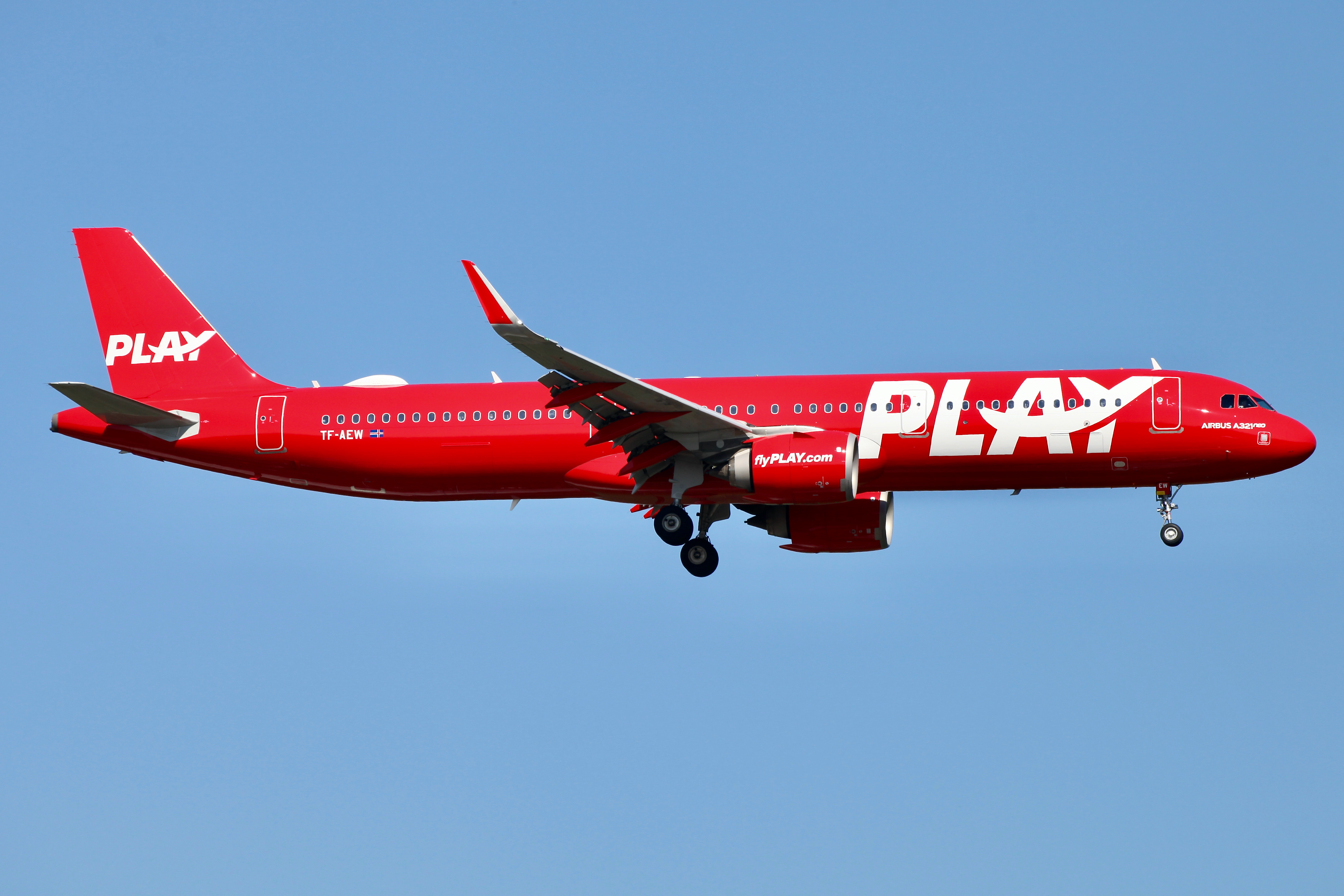
A Play Airbus A321neo

Флот Станом на грудень 2022:
| Тип            | В дії | Замовлено | Пасажирів | Примітки                   |
| -------------- | ----- | --------- | --------- | -------------------------- |
| Airbus A320neo | 4     | 1         | 180       | Поставки в 2021—2023 роках |
| Airbus A321neo | 3     | 1         | 192       | Поставки в 2021—2023 роках |
| Загалом        | 7     | 2         |           |                            |